# Pseudoeurycea obesa
Pseudoeurycea obesa är en groddjursart som beskrevs av Parra-Olea, García-París, Hanken och David Burton Wake 2005. Pseudoeurycea obesa ingår i släktet Pseudoeurycea och familjen lunglösa salamandrar. IUCN kategoriserar arten globalt som otillräckligt studerad. Inga underarter finns listade i Catalogue of Life.